# FDP-Bundesparteitag 1980
Koordinaten: 48° 7′ 57″ N, 11° 32′ 26″ O
Den Bundesparteitag der FDP 1980 hielt die FDP vom 5. bis 6. Dezember 1980 in der Bayernhalle auf dem früheren Messegelände in München ab. Es handelte sich um den 31. ordentlichen Bundesparteitag der FDP in der Bundesrepublik Deutschland. Der Parteitag begann am 5. Dezember 1980 um 10:00 Uhr.

## Delegiertenschlüssel
Insgesamt wurden zum Bundesparteitag 400 Delegierte eingeladen. Nach dem Mitgliederstand der Landesverbände zum 31. Dezember 1979 (200 Delegierte) und den Wählerstimmenzahlen (200 Delegierte) der Bundestagswahl vom 3. Oktober 1976 (Berlin: Wahl zum Abgeordnetenhaus vom 18. März 1979) standen den Landesverbänden für die Amtszeit der Delegierten, die am 1. Mai 1980 begann und am 30. April 1982 endete, die folgenden Delegiertenrechte zu. Die Berechnung durch die Bundesgeschäftsstelle erfolgte am 25. Januar 1980 und wurde den Landesverbänden mitgeteilt.
Nach dem Mitgliederbestand der Landesverbände und den Wählerstimmen ergab sich folgender Delegiertenschlüssel:
| Delegiertenrechte zum Bundesparteitag | Delegiertenrechte zum Bundesparteitag | Delegiertenrechte zum Bundesparteitag | Delegiertenrechte zum Bundesparteitag | Delegiertenrechte zum Bundesparteitag | Delegiertenrechte zum Bundesparteitag | Delegiertenrechte zum Bundesparteitag |
| Landesverband                         | Delegierte nach Mitgliederzahl        | Delegierte nach Mitgliederzahl        | Delegierte nach Wählerstimmen         | Delegierte nach Wählerstimmen         | Summe                                 | Stand 22. März 1979                   |
| ------------------------------------- | ------------------------------------- | ------------------------------------- | ------------------------------------- | ------------------------------------- | ------------------------------------- | ------------------------------------- |
| Baden-Württemberg                     | 8.783                                 | 21                                    | 489.661                               | 32                                    | 53                                    | 53                                    |
| Bayern                                | 8.787                                 | 21                                    | 419.335                               | 27                                    | 48                                    | 48                                    |
| Berlin                                | 2.342                                 | 6                                     | 103.595                               | 7                                     | 13                                    | 13                                    |
| Bremen                                | 848                                   | 2                                     | 55.903                                | 4                                     | 6                                     | 6                                     |
| Hamburg                               | 2.234                                 | 5                                     | 118.969                               | 8                                     | 13                                    | 14                                    |
| Hessen                                | 9.504                                 | 23                                    | 300.864                               | 19                                    | 42                                    | 43                                    |
| Niedersachsen                         | 8.875                                 | 22                                    | 369.526                               | 24                                    | 46                                    | 47                                    |
| Nordrhein-Westfalen                   | 26.236                                | 64                                    | 860.331                               | 55                                    | 119                                   | 116                                   |
| Rheinland-Pfalz                       | 6.418                                 | 16                                    | 183.575                               | 12                                    | 28                                    | 27                                    |
| Saarland                              | 3.827                                 | 9                                     | 49.299                                | 3                                     | 12                                    | 12                                    |
| Schleswig-Holstein                    | 4.571                                 | 11                                    | 147.622                               | 9                                     | 20                                    | 21                                    |
| Bundesgebiet mit Berlin               | 82.425                                | 200                                   | 3.098.680                             | 200                                   | 400                                   | 400                                   |
| Bundesgebiet ohne Berlin              |                                       |                                       | 2.995.085                             |                                       |                                       |                                       |

## Beschlüsse und Papiere
Der Parteitag verabschiedete Papiere bzw. fasste Beschlüsse zu den Themen „Bundeswehr und Gesellschaft“, Friedens- und Entspannungspolitik, Arbeit der Eurobeauftragten, politische Entwicklung in Südkorea, Energiepolitik, Reform der Kraftfahrzeugsteuer, Aufhebung des § 175 Strafgesetzbuch, Wiedergutmachung von NS-Unrecht, Antidiskriminierungsgesetz und Katastrophenschutz.

### Aufhebung des § 175 StGB
Der Bundesparteitag forderte die Bundestagsfraktion auf, unverzüglich geeignete Initiativen zur Aufhebung des § 175 StGB zu ergreifen.

### Wiedergutmachung
Die Bundestagsfraktion wurde aufgefordert, Initiativen zu ergreifen, damit auch jene Verfolgten des NS-Regimes, die bis 1980 keine Wiedergutmachung erhielten – insbesondere Homosexuelle, Kommunisten sowie Roma und Sinti – eine Entschädigung entsprechend dem Bundesentschädigungsgesetz erhalten. Dabei sollten auch die Opfer medizinischer Experimente in NS-Konzentrationslagern verstärkt berücksichtigt werden.

### Antidiskriminierungsgesetz
Der Bundesparteitag forderte Verhandlungen mit dem Koalitionspartner SPD über die Einbringung eines Antidiskriminierungsgesetzes entsprechend dem Wahlprogramm und sprach sich darüber hinaus dafür aus, sich erforderlicherweise die Einbringung eines eigenen Gesetzentwurfes vorzubehalten.

### Katastrophenschutzübungen
In einem Beschluss sprach sich die FDP für eine Offenlegung der Katastrophenschutzpläne für Kernkraftwerksunfälle aus und forderte in diesem Zusammenhang, Katastrophenschutzübungen mit der betroffenen Bevölkerung durchzuführen. So müsste eine Evakuierungsübung alle fünf Jahre durchgeführt werden.

### Bundeswehr und Gesellschaft
In einem Grundsatzbeschluss zum Verhältnis der Bundeswehr in der Zivilgesellschaft wurde formuliert: „Die Bundeswehr dient dem Frieden. Ohne den Verteidigungswillen und die Verteidigungsfähigkeit unseres Volkes können wir keine aktive Friedenspolitik betreiben.“

## Bundesvorstand

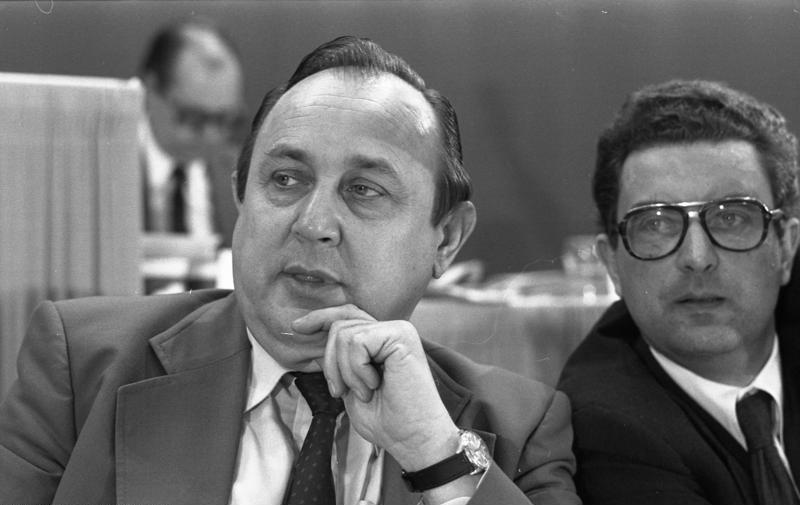
Genscher und Baum, 1977

Dem Bundesvorstand gehörten nach der Neuwahl 1980 an:
| Vorsitzender                 | Hans-Dietrich Genscher |
| Stellvertretende Vorsitzende | Liselotte Funcke, Wolfgang Mischnick, Uwe Ronneburger |
| Schatzmeister                | Heinz-Herbert Karry († 11. Mai 1981), Richard Wurbs (Nachwahl im Mai 1981) |
| Beisitzer im Präsidium       | Gerhart Baum, Horst-Jürgen Lahmann, Jürgen Morlok |
| Mitglieder per Amt           | Josef Ertl, Otto Graf Lambsdorff |
| Ehrenvorsitzender            | Walter Scheel |
| Beisitzer im Bundesvorstand  | William Borm, Klaus Brunnstein, Hinrich Enderlein, Hans A. Engelhard, Georg Gallus, Ekkehard Gries, Martin Grüner, Helmut Haussmann, Burkhard Hirsch, Heinrich Jürgens, Detlef Kleinert, Jürgen Koppelin, Karl-Hans Laermann, Wolfgang Lüder, Ingrid Matthäus-Maier, Gerhard Moritz Meyer, Jürgen Möllemann, Ursel Redepenning, Manfred Richter, Helmut Schäfer, Andreas von Schoeler, Hans-Otto Scholl, Helga Schuchardt, Christoph Strässer |

## Sonstiges
In das Tagungspräsidum wurden gewählt: Liselotte Funcke, Klaus-Jürgen Hoffie, Wolfgang Lüder, Friedel Meyer und Helmut Schäfer.
Für die Zeit des Bundesparteitages wurde von der Oberpostdirektion München am 5. und 6. Dezember ein Sonderpostamt eingerichtet.